# Matança a l'hospital
Matança a l'hospital (títol original en anglès Hospital Massacre, però també coneguda per X-Ray, Be My Valentine, Or Else, i Ward 13) és una pel·lícula slasher estatunidenca de 1982 dirigida per Boaz Davidson i protagonitzada per Barbi Benton. La seva trama segueix una dona que queda atrapada en un pis buit d'un hospital, on un assassí que es fa passar per un cirurgià intenta matar-la. Ha estat doblada al català.

## Trama
El 1961, un nen impopular anomenat Harold deixa una targeta del dia de Sant Valentí a casa de la bellesa Susan Jeremy. Susan i el seu amic David es burlen i arruguen la targeta, provocant que un Harold enfurismat entri a la casa i mati David penjant-lo d'un barreter.
Dinou anys més tard, Susan està divorciada, té una filla i un nou nuvi anomenat Jack. El dia de Sant Valentí, la Susan fa que Jack la porti a un hospital per recollir els resultats d'un examen físic estàndard, que ha demanat el seu nou pla d'assegurança mèdica. En el camí cap a l'edifici, és observada des d'una finestra per un home amb vestit quirúrgic. L'home acaricia una fotografia d'una jove Susan i saboteja les taules de l'ascensor per tal de retardar-la mentre mata el metge que té la seva paperassa, que l'assassí manipula. Un conserge troba el cos del metge i l'assassí l'enfonsa la cara en una pica plena d'àcid.
Mentre busca el metge, la Susan obliga a un amigable intern anomenat Harry perquè obtingui els seus resultats, que en Harry nota que són anormals, pel que els porta i a la Susan al Doctor Saxon. Les peculiaritats de la paperassa de Susan (que l'assassí encara més saboteja després de matar un parell de treballadors del laboratori) fan que els doctors Saxon i Beam ordenin que sigui retinguda per a observació. En Harry descobreix proves que suggereixen que algú està fent una "estafa" a la Susan, però desapareix després de prometre a Susan que arreglarà les coses. Jack, que s'havia adormit al seu cotxe mentre esperava la Susan, entra a l'hospital per buscar-la i l'assassí l'atrau a una habitació buida, que li fa una senyal. Darrere d'una cortina, Jack troba el cadàver d'una de les infermeres abans que l'assassí el decapiti amb una serra ortopèdica.
L'assassí col·loca una caixa gran al costat del llit de la Susan, que obre per trobar el cap tallat de Jack. Susan fuig espantada per buscar ajuda, i finalment la troben Saxon i una infermera, que la retornen a la seva habitació. Quan intenta mostrar-los el contingut de la caixa, només conté un pastís. Després que Susan li expliqui a Saxon les troballes d'en Harry, Saxon va a buscar les còpies de la seva documentació als arxius, on és assassinat amb un destral, un acte presenciat per Susan. Les afirmacions de Susan d'haver-hi un assassí solt no es creuen, i ella és lligada a una camilla després de ser considerada delirant. El personal es prepara per fer una cirurgia d'emergència a Susan, però són assassinats per l'assassí, que la porta a una sala d'operacions vacant. La Susan treu la màscara de l'assassí per revelar que és en Harry, que realment és Harold. Quan Susan li pregunta què vol, Harold respon: "El que sempre he volgut. El teu cor".
Abans que Harold pugui tallar-la, la Susan l'apunyala i s'escapa. La Susan és perseguida fins al terrat pel ferit Harold, a qui incendia, i llença en picat al carrer de sota. L'endemà, Susan és alliberada i es retroba amb la seva filla i l'exmarit fora de l'hospital.

## Repartiment
- Barbi Benton com Susan Jeremy
  - Elizabeth Hoy com a jove Susan Jeremy
- Charles Lucia com Harold Rusk
  - Billy Jayne com el jove Harold Rusk
- Jon Van Ness com a Jack
- John Warner Williams com el doctor Dan Saxon
- Den Surles com a Doctor Beam
- Gloria Jean Morrison com a infermera Dora Anders
- Karen Smith com a infermera Kitty Crandle
- Michael Frost com a Ned
- Jimmy Stathis com a Tom Jeremy
- Lanny Duncan com Hal
- Marian Beeler com a Sra. Edelman
- Elly Wold com la Sra. Federw
- Jonathan Moore com a Sra. Parry
- Gay Austin com el Doctor A. Jacobs
- Bill Errigo com The Conserge
- Beverly Hart com a Suzy
- Ann Charlotte Lindgren com a Nancy Johnson
- Judith Baldwin com a infermera d'escriptori
- Tammy Simpson com a Eva Jeremy
- Michael Romano com a David
- Don Grenough com el Doctor

## Alliberament
La pel·lícula es va estrenar regionalment a Wichita, Kansas i una breu tirada a altres estats el 23 d'abril de 1982.

### Resposta crítica
Jeremy Wheeler de AllMovie va dir que la pel·lícula tenia "argument zero", però encara era "divertida i sagnant". Va rebre una puntuació global de 2½ sobre 5 d'Adam Tyner de DVD Talk, que va escriure: "X-Ray és una mica estúpida i ridícula, de vegades de manera deliberada i altres vegades no tant. Tot i que bàsicament no hi ha sang. per parlar-ne, moltes coses vermelles encara es mouen. El teló de fons de l'hospital s'obre per a algunes matances alegrement retorçades i sovint de temàtica mèdica. M'encanta la partitura, i les meves orelles estic segur que són cordes reals i no els habituals sintetitzadors de principis dels anys 80. Prendre-la com una pel·lícula de terror pura, és un error: cap ensurt d'èxit i no tant de suspens. Com slasher dels anys 80. és menjar porqueria, una cosa que mai rebutjaré, val la pena veure-la una vegada. I sí, una vegada; no estic segur que la torni a veure un segon cop".
Tom Becker de DVD Verdict va dir, "Tot i que és divertida durant una estona, X-Ray s'esgota molt abans del final, en què l'assassí és desemmascarat, per sorpresa de probablement ningú. Una persecució final prolongada també s'allarga massa. Tot i que la curiositat aquí pot ser una mica encantadora, inclosa una part estranya que fa que tres dones grans cerquin un metge en una part tancada de l'hospital, és uns quants esglaons més avall d'imprescindible, fins i tot per als fanàtics del slasher dels anys 80". TV Guide succinctly concluded, "Unless you are a diehard [Barbi] Benton fan, this is a must to avoid".

### Mitjans domèstics
El 20 d'agost de 2013, la pel·lícula es va estrenar com a doble llargmetratge sota el seu títol X-Ray amb la pel·lícula Schizoid de Scream Factory tant en DVD com en Blu-ray. El març de 2022, Vinegar Syndrome va reeditar el disc de doble funció en 4K UHD amb funcions de bonificació recentment encarregades.